# Філатенков Василь Пилипович
Філатенков Васи́ль Пили́пович  (рос. Филатенков Васи́лий Фили́ппович; 17 серпня 1909, Паново — 3 серпня 1995) — радянський офіцер, Герой Радянського Союзу.

## Біографія
Народився 17 серпня 1909 року в селі Пановому (нині Темкінського району Смоленської області) в сім'ї селянина. Росіянин. Закінчив сім класів неповної середньої школи. Працював у колгоспі, на будівництві Вяземського залізничного вузла.
У 1931 році призваний до лав Червоної Армії. У 1938 році закінчив курси молодших лейтенантів. Учасник вторгнення СРСР до Польщі в 1939 році, радянсько-фінської війни 1939-1940 років. 
Член ВКП (б) з 1941 року. У боях німецько-радянської війни з 22 червня 1941 року.
Командир дивізіону 380-го легкого артилерійського полку (200-ї легкої артилерійської бригади 4-ї танкової армії 1-го Українського фронту) капітан В. П. Філатенков відзначився в ході Вісло-Одерської операції. 12 січня 1945 року на Сандомирському плацдармі артилеристи забезпечили прорив оборони противника в районі населеного пункту Коритниці (Польща). 20 січня 1945 року на марші до річки Варти вогнем прямою наводкою знищили до двох рот гітлерівців. 22 січня 1945 року забезпечили захоплення позицій противника в районі населеного пункту Шрейберсдорфа за 16 кілометрів на північний захід від польського міста Кемпно. В цьому бою В. П. Філатенков був важко поранений.
Указом Президії Верховної Ради СРСР від 10 квітня 1945 року за зразкове виконання бойових завдань командування і проявлені при цьому мужність і героїзм капітанові Філатенкову Василю Пилиповичу присвоєно звання Героя Радянського Союзу з врученням ордена Леніна і медалі «Золота Зірка» (№ 8066).

Могила Василя Філатенкова

З 1948 року капітан В. П. Філатенков — в запасі. Жив у Києві. Працював в обласному управлінні автотранспорту. Помер 3 серпня 1995 року. Похований в Києві на Міському кладовищі «Берківцях».

## Нагороди
Нагороджений орденами Леніна (10 квітня 1945), Червоного Прапора (29 травня 1944), Олександра Невського (7 лютого 1945), орденами Вітчизняної війни 1-го (11 березня 1985) і 2-го (3 лютого 1944) ступеня, орденом Червоної Зірки (6 листопада 1947), медаллю «За бойові заслуги» (3 листопада 1944), іншими медалями.